# Oscar Jolly
Pour les autres membres de la famille, voir Famille Jolly.
Le baron Eugène Oscar Jolly (Bruxelles, 11 avril 1824 - 7 mars 1902) est un homme politique et militaire belge.

## Biographie
Il est le fils du lieutenant général baron André Jolly (1799-1883), membre du Gouvernement provisoire de Belgique en 1830. 
À l'instar de son père et de son frère Ferdinand, il embrassa la carrière militaire et fut promu général-major.
En 1894, il fut élu en tant que sénateur catholique de l'arrondissement de Bruxelles.

## Publication
- Situation électorale, 1899. Ce qu'il ne faut pas. Ce qu'il faudrait, Bruxelles, 1899.

## Littérature
- Paul Van Molle, Het Belgisch Parlement, 1894-1972, Antwerpen, 1972.
- Oscar Coomans de Brechère, État présent de la noblesse belge, annuaire 1991, Brussel, 1991.